# 수원제일중학교
수원제일중학교(水原第一中學校)는 대한민국 경기도 수원시 팔달구 화서동에 있는 공립 중학교이다.

## 학교 연혁
- 1936년 3월 24일 : 수원공립가정여학교 설립인가
- 1945년 9월 29일 : 초대 이덕상 교장 취임
- 1946년 9월 1일 : 수원공립 여자중학교로 교명 변경(6년제)
- 1970년 3월 10일 : 중학교와 고등학교로 분리(수원여고 교사 차용 수업)
- 1980년 11월 1일 : 신축교사 준공 현 위치(화서동 5번지)로 학교 이전
- 2002년 10월 2일 : 채송화관 준공
- 2005년 3월 1일 : 수원제일중학교로 교명변경
- 2012년 3월 1일 : 자율학교 지정 (지정기간 2012.3.1 ~ 2016.2.29)
- 2012년 3월 1일 : 혁신학교 지정 (지정기간 2012.3.1 ~ 2016.2.29)
- 2014년 3월 1일 : 수원제일중학교 방송통신중학교 개교
- 2022년 9월 1일 : 제27대 하양근 교장 취임
- 2024년 1월 5일 : 제74회 졸업생 57명, 총 29,920명

## 참고 자료
- 수원제일중학교 - 한국교육학술정보원 학교알리미